# ستيف وليامز (موسيقي)
ستيف وليامز (بالإنجليزية: Steve Williams)‏ هو موسيقي بريطاني، ولد في 17 سبتمبر 1953 في ويلز في المملكة المتحدة.